# Blastobasis pentasticta
Blastobasis pentasticta é uma espécie de mariposa do gênero Blastobasis pertencente à família Coleophoridae.